# Merri-bek City
Koordinaten: 37° 44′ S, 144° 59′ O

Die City of Merri-bek, bis 2022 City of Moreland, ist ein Local Government Area innerhalb der Stadt Melbourne, Australien. Die City of Merri-bek umfasst die innerstädtischen Stadtteile etwa 4 bis 10 Kilometer nördlich des Stadtzentrums.

## Geschichte
1994 erzwang die Regierung von Premierminister Jeff Kennett die Fusion der früheren Städte Brunswick, Coburg und Teile von Broadmeadows zur City of Moreland. Im Jahr 2016 lebten dort etwa 160.000 Einwohner auf einer Fläche von 51 km².
Im September 2022 wurde die Stadt in City of Merri-bek umbenannt, nachdem bekannt geworden war, dass der bisherige Name „Moreland“ mit Sklaverei in Verbindung stand.

## Stadtteile

Stadtteile in Merri-bek

Die folgende Liste umfasst der 13 Stadtteile Melbournes, die in der City of Merri-bek liegen, sowie deren Postleitzahlen:
- Brunswick 3056
- Brunswick East 3057
- Brunswick West 3055
- Coburg 3058
- Coburg East 3058
- Coburg North 3058
- Fawkner 3060
- Fitzroy North 3068
- Glenroy 3046
- Gowanbrae 3043
- Oak Park 3046
- Pascoe Vale 3044
- Pascoe Vale South 3044

Der Sitz des City Councils befindet sich in Coburg.

## Verwaltung
Der Merri-bek City Council hat elf Mitglieder, die von den Bewohnern der drei Wards gewählt werden (je vier Councillors in North-West und North-East, drei im South Ward). Diese drei Bezirke sind unabhängig von den Stadtteilen festgelegt. Aus dem Kreis der Councillors rekrutiert sich auch der Mayor (Bürgermeister) des Councils.

## Partnerstädte
- Aileu, Osttimor
- Xianyang, Provinz Shaanxi, Volksrepublik China